# Étienne Pallu
Pour les articles homonymes, voir Pallu (homonymie).
Étienne Pallu, sieur de Perriers (1588, Tours - 1670, Tours) est un juriste français, maire de Tours.

## Biographie
Fils d'Étienne Pallu, sieur de Vaux et du Ruau-Percil, maire de Tours de 1611 à 1613, et de Suzanne Gault, il étudie le droit et épouse Marguerite Gaultier, fille du maire de Tours Jacques Gaultier.
Il devient conseiller du roi, puis avocat du roi au présidial de Tours. Étienne Pallu devient échevin en 1628, avant d'être désigné maire de Tours en 1629.
De son mariage avec Marguerite Gaultier, il a dix-huit enfants, onze garçons et sept filles. L'éducation des enfants est très chrétienne, quatre garçons entrent dans les ordres, chez les jésuites, et trois filles deviennent religieuses. Il sera notamment le père de Mgr François Pallu, du fermier général Bertrand Pallu (père de Martin Pallu), et des jésuites Jacques Pallu et César Pallu, ainsi que le beau-père d'Alexandre Milon (père de Mgr Louis Milon de Rigny et d'Alexandre Milon).

## Publications
- Coutumes du duché et bailliage de Touraine : anciens ressorts et enclaves d'icelui, ensuite sont quelques arrêts intervenus sur l'interprétation d'aucuns article de la coutume (1661)

## Sources
- Louis Gabriel Michaud, Biographie universelle, 1842
- Jean-Louis Chalmel, Histoire de Touraine: depuis la conquête des Gaules par les Romains, jusqu'à l'annee 1790, 1841
- Claude Petitfrère, Construction, reproduction et représentation des patriciats urbains de l'Antiquité au XXe siècle: actes du colloque des 7, 8 et 9 septembre 1998 tenu à Tours, dans les locaux du Conseil général d'Indre-et-Loire, 1999